# DN29C
De DN29C (Drum Național 29C of Nationale weg 29C) is een weg in Roemenië. Hij loopt van Cervicești, ten noorden van Botoșani, via Bucecea naar Siret. De weg is 46 kilometer lang.